# Bataille de Hlophekhulu
Rébellion des uSuthu de 1887-1888
Batailles
Guerre civile zouloue de 1883-1884
- Msebe
- oNdini
- Tshaneni

Rébellion des uSuthu de 1887-1888
- Ceza
- Ivuna
- Hlophekhulu

La bataille de Hlophekhulu est livrée le 2 juillet 1888, au KwaZulu-Natal, en Afrique du Sud, pendant la rébellion des uSuthu de 1887-1888. Dernier engagement significatif du conflit, elle prend fin avec la victoire des forces britanniques composées pour la majeure partie de troupes locales indigènes

## Sources
- (en) John Laband, The atlas of the later Zulu wars : 1883-1888, Pietermaritzburg Johannesburg, University of Natal Press Distributed by Thorold's Africana Books, 2001, 140 p. (ISBN 978-0-869-80998-3)